# Opera seria
Opera seria, czyli opera poważna – jeden z dwóch podstawowych gatunków opery, obok opery komicznej. Jej powstanie jest związane z ośrodkiem szkoły neapolitańskiej. W operze seria muzyka dominuje nad słowem, zawiera ona liczne arie, pieśniowe cavatiny, ensemble, chóry.
Do czasów Mozarta opera seria miała ścisłe kanony budowy, takie jak zasada równomiernego rozmieszczania arii i forma owych arii, umieszczanie fragmentów baletowych, odpowiednio zbudowane wątki fabularne i postacie. W późniejszym okresie kompozytorzy zaczęli pozwalać sobie na większą swobodę, np. w operze Don Giovanni Mozart połączył kanony komiczne z poważnymi i sam umieścił to dzieło w katalogu oper buffa.
Poza operą seria i dramma giocoso formą pośrednią jest opera semiseria (opera półpoważna), której przykładem jest Sroka złodziejka Rossiniego.

## Opera seria w muzyce polskiej
Pierwszą znaną polską operą poważną są Ruiny Babilonu Karola Kurpińskiego, najbardziej znane to jednak Halka i Straszny dwór Stanisława Moniuszki. Za najwybitniejsze opery seria w Polsce uważa się dzieła Karola Szymanowskiego (Król Roger) i Krzysztofa Pendereckiego (Diabły z Loudun).